# Ćuprija
Ćuprija (Servisch: Ћуприја) is een stad in het district Pomoravlje in Centraal-Servië. In 2002 telde de stad 20.373 inwoners.

## Geboren in Ćuprija
- Dragoslav Mihailović (1930-2023), schrijver
- Miloš Milanović (1993), voetbalscheidsrechter